# Monti Sietindėnskij
I monti Sietindėnskij (in russo Сиетиндэнский хребет?; in lingua sacha: Сиэтэндэ) sono una catena montuosa della Siberia Orientale che fa parte del sistema montuoso dei Monti di Verchojansk. Si trovano nella Sacha (Jacuzia), in Russia.

## Geografia
I Sietindėnskij si allungano per circa 200 km in direzione nord-sud nella parte settentrionale dei monti di Verchojansk, a ovest della catena degli Orulgan e quasi parallela ad essa. La valle del fiume Omoloj, che ha la sua sorgente nella catena, corre sui suoi fianchi orientali e li separa dai monti Kular. L'altezza massima della catena è una cima senza nome di 1929 m, nella parte meridionale.
Batagaj-Alyta, l'unico insediamento permanente nell'area, si trova a sud-est delle pendici sud-orientali della catena, lungo il fiume Ulachan-Sakkyryr che delimita a sud la catena montuosa.